# 能見俊賢
能見 俊賢（のみ としたか、 1948年10月19日 - 2006年9月27日）は、東京都出身の著作家。血液型はA型。血液型性格分類の書「血液型人間学」で知られる。

## 人物
1971年、日本大学文理学部史学科卒業。産経新聞社勤務などを経て文筆活動を始める。「血液型人間学」を世間一般に広めた存在である父・能見正比古の活動を引き継ぎ、ABO式血液型と人間の性格・行動に関する多くの著書を記した。父と同様、「血液型」を取り扱う著作や商品に監修を行ったりもし、さらに「NPO 血液型人間科学研究センター」にも深く関わった。
2006年9月27日午前2時2分、脳出血のため死去。享年57。

## 著作活動とその効果
「血液型性格判断」を取り扱った能見による一連の著作は、父・正比古の代から収集してきたデータに基づいた分析・研究からなる。
「血液型性格判断」は、科学的な根拠があるとは認められておらず、一部で差別や偏見を誘発する危険性が指摘されている。